# برانژژ
برانژژ (به چکی: Branžež) یک منطقهٔ مسکونی در جمهوری چک است که در ناحیه ملادا بولسلاو واقع شده‌است.